# Средиземноморские хвойные и смешанные леса
Средиземноморские хвойные и смешанные леса — экорегион высокогорных умеренных хвойных лесов, распространённых большей частью в горах на севере Африки, имеется самый большой анклав на самом юге Пиренейского полуострова. Здесь произрастают реликтовые еловые и сосновые леса, благодаря разбросанности и длительной изоляции они обладают одним из самых высоких уровней эндемизма в Палеарктике. Эти леса использовались и подвергались разрушающему воздействию человека ещё со времён Древнего Рима, в последнее столетие процесс обезлесения заметно усилился. Ситуация усугубляется социально-экономической нестабильностью Магриба.

## Распространение
Эти леса разбросаны на достаточно увлажнённых склонах гор важнейших массивов Северной Африки. В Марокко умеренные хвойные и смешанные леса произрастают в горах хребта Эр-Риф до высоты 2 448 м и Среднем Атласе до высоты 3 340 м, в Алжире на высотах около 2 км — на Телль-Атласе и Сахарском Атласе, в Тунисе на высотах до 1 км, В Испании — на самом юге провинций Кадис и Малага.

## Климат
Среднегодовое количество осадков около 1 000 мм, однако кое-где в более высоких местах может достигать 1600—2200 мм. Северные склоны увлажнены значительно лучше южных. Средние зимние температуры — ниже 0 °C. Зимой часто идёт снег.

## Растительность
Все лесные экосистемы региона относятся к двум основным группам: на высотах до 1500 м произрастают хвойно-широколиственные леса, выше них до высот 1200—2500 м находится зона хвойных лесов. Основной хвойной лесообразующей породой является эндемичный Кедр атласский, который образует как монодоминантные древостои, так и смешанные с дубом, чаще с вечнозелёным Quercus ilex ballota, реже с листопадными Quercus faginea и Quercus canariensis. Еловые и сосновые леса находятся под угрозой исчезновения. В них доминируют Abies numidica в Алжире, Abies marocana в Марокко, Pinus nigra mauretanica в марокканском Эр-Рифе и в Алжире, подвиды сосны Pinus pinaster в Эр-Рифе и Среднем Атласе. Ель Abies pinsapo сохранилась только в трёх реликтовых лесных массивах на юге Испании. Основной лесообразующей лиственной породой является дуб Quercus canariensis, значительно реже встречаются леса, образованные Quercus faginea, Quercus pyrenaica, эндемичными Quercus afares и Quercus lusitanica.